# ГЕС Köprübaşı
ГЕС Köprübaşı — гідроелектростанція на півночі Туреччини. Знаходячись після ГЕС Kayabük (15 МВт), становить нижній ступінь в каскаді на річці Болу-Чай, лівому витоку Yenice Irmagi, яка впадає до Чорного моря за два десятки кілометрів на схід від Зонгулдака.
В межах проекту річку перекрили кам'яно-накидною греблею із глиняним ядром висотою 120 метрів (від фундаменту, висота від дна річки — 108 метрів) та товщиною по гребеню 12 метрів, яка потребувала 8,5 млн м3 матеріалу. Вона утримує водосховище з площею поверхні 5,3 км2 та об'ємом 199 млн м3 (корисний об'єм 163 млн м3), я якому припустиме коливання рівня у операційному режимі між позначками 392 та 437 метрів НРМ.
Облаштований на правобережжі у підземному варіанті пригреблевий машинний зал обладнали двома турбінами типу Френсіс загальною потужністю 74 МВт (у різних джерелах також зазначаються показники 78,9 МВт та 80,9 МВт), які при напорі у 207 метрів повинні забезпечувати виробництво 203 млн кВт-год електроенергії на рік.
Відпрацьована вода по тунелю довжиною 4,7 км та каналу довжиною 0,4 км відводиться назад до річки. При цьому оскільки між греблею та виходом каналу Болу-Чай описує вигнуту на захід велику дугу, відстань між цими пунктами по природному руслу становить біля 22 км.
Видача продукції відбувається по ЛЕП, розрахованій на роботу під напругою 154 кВ.